# Robert James-Collier
Robert James-Collier (Stockport, 13 settembre 1976) è un attore e modello britannico, noto principalmente per il ruolo di Thomas Barrow nella serie televisiva Downton Abbey.

## Biografia
Cresciuto a Salford (Greater Manchester), dopo essersi diplomato alla St. Patrick School di Eccles, ha ottenuto una Laurea in Business all'Università di Huddersfield (West Yorkshire) ed un master in Marketing all'Istituto di Scienza e Tecnologia dell'Università di Manchester. Rob ha iniziato recitare solo a partire dal 2005, poco dopo aver cominciato un corso di recitazione, precedentemente lavorava a Manchester come Marketing Assistant nella cooperativa di consumatori Co-operative Group. Nato come Robert Collier, ha poi cambiato il suo nome in Rob James-Collier per avere un nome professionale univoco.
Dopo diverse apparizioni in alcune serie televisive, contemporaneamente all'attività di modello, ha raggiunto la popolarità grazie al ruolo di Liam Connor nella soap opera inglese Coronation Street. Tramite questo ruolo ha vinto per due anni consecutivi il premio di Sexiest Male ai British Soap Awards nel 2007 e nel 2008 e sempre nel 2007 agli Inside Soap Awards. Dopo aver lasciato la soap opera viene ingaggiato per il ruolo di Thomas Barrow nella serie televisiva anglo-americana Downton Abbey.

### Vita privata
Rob ha un figlio di nome Milo, avuto dalla sua compagna Lauren Chandiram, nato nel 2010.
È molto amico del collega Allen Leech, conosciuto sul set di Downton Abbey.

## Filmografia

### Cinema
- Wayland’s Song, regia di Richard Jobson (2013)
- Il rituale (The Ritual), regia di David Bruckner (2017)
- Downton Abbey, regia di Michael Engler (2019)
- Downton Abbey II - Una nuova era (Downton Abbey II: A New Era), regia di Simon Curtis (2022)

### Televisione
- Perfect Day – Film TV (2005)
- Down to Earth – serie TV, 4 episodi (2005)
- Shameless – serie TV, episodio 3x05 (2006)
- Casualty – serie TV, episodio 25x29 (2006)
- Dalziel and Pascoe – serie TV, episodio 11x01 (2006)
- Coronation Street – soap opera, 330 episodi (2006-2008)
- Downton Abbey – serie TV, 52 episodi (2010-2015)
- Mercenaries – Film TV (2011)
- Moving On – serie TV, episodi 3x05 e 4x02 (2011-2012)
- Love Life – miniserie TV, 3 episodi (2012)
- A Christmas Star – Film TV (2015)
- The Level – serie TV, 6 episodi (2016)
- Vera – serie TV, episodio 9x03 (2019)
- Delitti in Paradiso (Death in Paradise) – serie TV, episodio 8x01 (2019)
- Fate - The Winx Saga – serie TV, 13 episodi (2021-2022)

## Doppiatori italiani
Nelle versioni in italiano delle opere in cui ha recitato, Robert James-Collier è stato doppiato da:
- Riccardo Rossi in Downton Abbey (st. 2-6 e film), Downton Abbey II - Una nuova era
- Alessandro Quarta in Downton Abbey (st. 1)
- Paolo Vivio in Il rituale
- Alessandro Parise in Fate - The Winx Saga